# From This Moment On
From This Moment On är ett musikalbum från 2006 med jazzsångerskan och pianisten Diana Krall. På skivan framträder Diana Krall antingen med sin kvartett eller med The Clayton/Hamilton Jazz Orchestra.

## Låtlista
1. "It Could Happen to You" (Jimmy Van Heusen/Johnny Burke) – 3:28
2. "Isn't This a Lovely Day?" (Irving Berlin) – 6:08
3. "How Insensitive" (Antonio Carlos Jobim/Norman Gimbel/Vinicius de Moraes) – 5:20
4. "Exactly Like You" (Jimmy McHugh/Dorothy Fields) – 3:02
5. "From This Moment On" (Cole Porter) – 3:24
6. "I Was Doing All Right" (George Gershwin/Ira Gershwin) – 5:13
7. "Little Girl Blue" (Richard Rodgers/Lorenz Hart) – 5:39
8. "Day In, Day Out" (Rube Bloom/Johnny Mercer) – 4:01
9. "Willow Weep for Me" (Ann Ronell) – 5:40
10. "Come Dance With Me" (Jimmy Van Heusen/Sammy Cahn) – 4:24
11. "It Was a Beautiful Day in August/You Can Depend on Me" (Ray Brown)/(Earl Hines/Charles Carpenter/Louis Dunlop) – 5:21
12. "Boulevard of Broken Dreams" (Harry Warren/Al Dubin) – 5:34

## Medverkande
- Diana Krall – piano, sång
- Anthony Wilson – gitarr
- John Clayton – bas
- Jeff Hamilton – trummor
- Tamir Hendelman – piano
- Gerald Clayton – piano
- The Clayton/Hamilton Jazz Orchestra (spår 1–3, 5, 8–10)

## Listplaceringar
| Lista (2006) | Topplacering |
| ------------ | ------------ |
| Sverige      | 5            |
| Norge        | 17           |
| Danmark      | 15           |